# Nerw bloczkowy

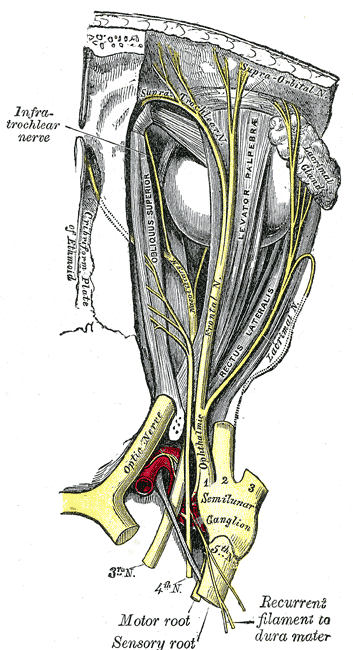
Nerw bloczkowy podpisany jako 4th. N.

Nerw bloczkowy (łac. nervus trochlearis) – IV nerw czaszkowy. Ma charakter ruchowy, unerwia mięsień skośny górny w oczodole. Jego jądro leży w nakrywce śródmózgowia. Nerw bloczkowy wychodzi ze śródmózgowia na jego grzbietowej powierzchni, poniżej wzgórka dolnego blaszki pokrywy, bocznie od wędzidełka zasłony rdzeniowej górnej. Dalej kieruje się na powierzchnię podstawną mózgu, biegnie w bocznej ścianie zatoki jamistej, następnie przez szczelinę oczodołową górną wnika do oczodołu. Porażenie tego nerwu powoduje słaby zez zbieżny z odchyleniem gałki ocznej ku górze i podwójne widzenie.